# جورجتاون (كنتاكي)
جورجتاون (بالإنجليزية: Georgetown, Kentucky)‏ هي مدينة تقع في مقاطعة سكوت (كنتاكي) بولاية كنتاكي في وسط جنوب شرق الولايات المتحدة. تأسست عام 1784، تبلغ مساحة هذه المدينة 25.51 (كم²)، وترتفع عن سطح البحر 258 م، بلغ عدد سكانها 30271 نسمة في عام 2012 حسب إحصاء مكتب تعداد الولايات المتحدة وتصل الكثافة السكانية فيها 1140.7 نسمة/كم2.

## توأمة
لجورجتاون (كنتاكي) اتفاقيات توأمة مع:
- تاهارا

## أعلام
- آني شامبرز كيتشام
- جون هنتر هيرندون
- هارون هاردينغ
- توم إل. جونسون
- مايك أيرز
- جوزيف هوراس لويس
- تشارلي هوفمان

## وصلات خارجية
- http://www.georgetownky.gov
- The US50 - Cities and Towns in Kentucky State